# Prostaglandin

Prostaglandin E1

Prostaglandiny (zkr. PG) je skupina hormonům podobných látek odvozených od kyseliny arachidonové. Mohou vznikat prakticky ve všech orgánech těla (prostata, plíce, cévy, ledviny, mozek aj.). Na rozdíl od hormonů je netvoří specializované buňky (žlázy) a nepřenášejí se krví, nýbrž účinkují místně. Mají mnoho účinků, které se různí podle typu orgánu. Ovlivňují prokrvení, tvorbu řady látek včetně hormonů a trávicích šťáv, srážení krve, účastní se imunitních a zánětlivých procesů, zvyšují stahy děložní svaloviny atd.
Jejich nadměrná činnost je tlumena některými léky, např. nesteroidními antiflogistiky, třeba ibuprofenem, kde je protizánětlivý účinek léku dán inhibicí biosyntézy prostaglandinů (snížením jejich tvorby).